# وردیگنی
وردیگنی (به فرانسوی: Verdigny) یک کمون در فرانسه است که در Canton of Sancerre واقع شده‌است.

## خصوصیات
وردیگنی ۴٫۹۹ کیلومترمربع مساحت و ۲۸۱ نفر جمعیت دارد و ۲۵۰ متر بالاتر از سطح دریا واقع شده‌است.